# Haushalts- und Frauenarbeitsschule (Heilbronn)

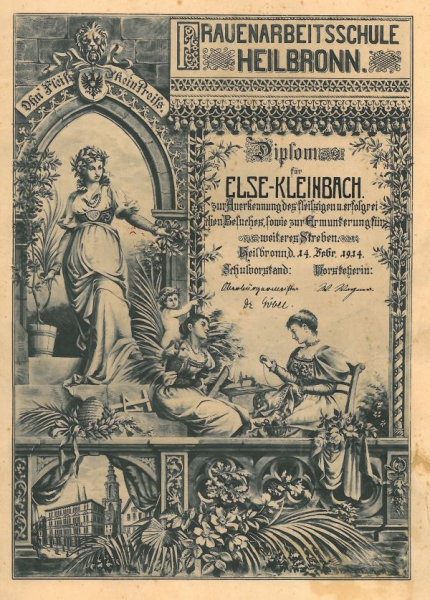
Schmuckdiplom der Heilbronner Frauenarbeitsschule

Die Haushalts- und Frauenarbeitsschule in Heilbronn war eine einjährige Berufsfachschule, an der Unterricht im textilen Werken (Kleider- und Wäschenähen) erteilt wurde. Die Schule, eine der wenigen Bildungsmöglichkeiten für Mädchen und junge Frauen, wurde als Frauenarbeitsschule am 1. Oktober 1876 in Heilbronn gegründet. Nach dem Zweiten Weltkrieg, in dem das Heilbronner Schulgebäude zerstört worden war, wurde die Schule 1949/1950 zur Vollanstalt aufgewertet und in einer ehemaligen Jugendherberge im Heilbronner Stadtteil Böckingen untergebracht. Zuletzt eine Hauswirtschaftliche Berufsfachschule, wurde die Schule am 1. August 1974 aufgehoben.

## Geschichte

### Frauenarbeitsschule im Wolf’schen Haus 1876/77
Bereits im März 1873 war bei dem Heilbronner Gemeinderat ein Gesuch eingereicht worden, das die Einrichtung einer Frauenarbeitsschule forderte. Dieser jedoch reichte das Gesuch an den Gewerbeverein weiter mit der Bitte, einen Beitrag dazu zu leisten. Der Gewerbeverein beantwortete die Anfrage am 21. März 1876 und betonte dabei die Wichtigkeit einer solchen Einrichtung. Nach weiteren Kommissionsberatungen wurde schließlich die Heilbronner Haushalts- und Frauenarbeitsschule am 1. Oktober 1876 in dem damaligen Wolf’schen Haus bei der alten Brücke gegründet. Ein Zeichensaal der Schule befand sich im Saal des Schlachthauses. Zwar hatte damals die Schule den Charakter einer städtischen Anstalt, wurde aber dennoch von der Königlich Württembergischen Kommission für gewerbliche Fortbildungsschulen beaufsichtigt.

### Frauenarbeitsschule im ehemaligen Fruchthaus 1877–1944

Der Heilbronner Kieselmarkt im 19. Jahrhundert auf einer Postkarte, mit dem Stadtarchiv (links) und der Frauenarbeitsschule (rechts)

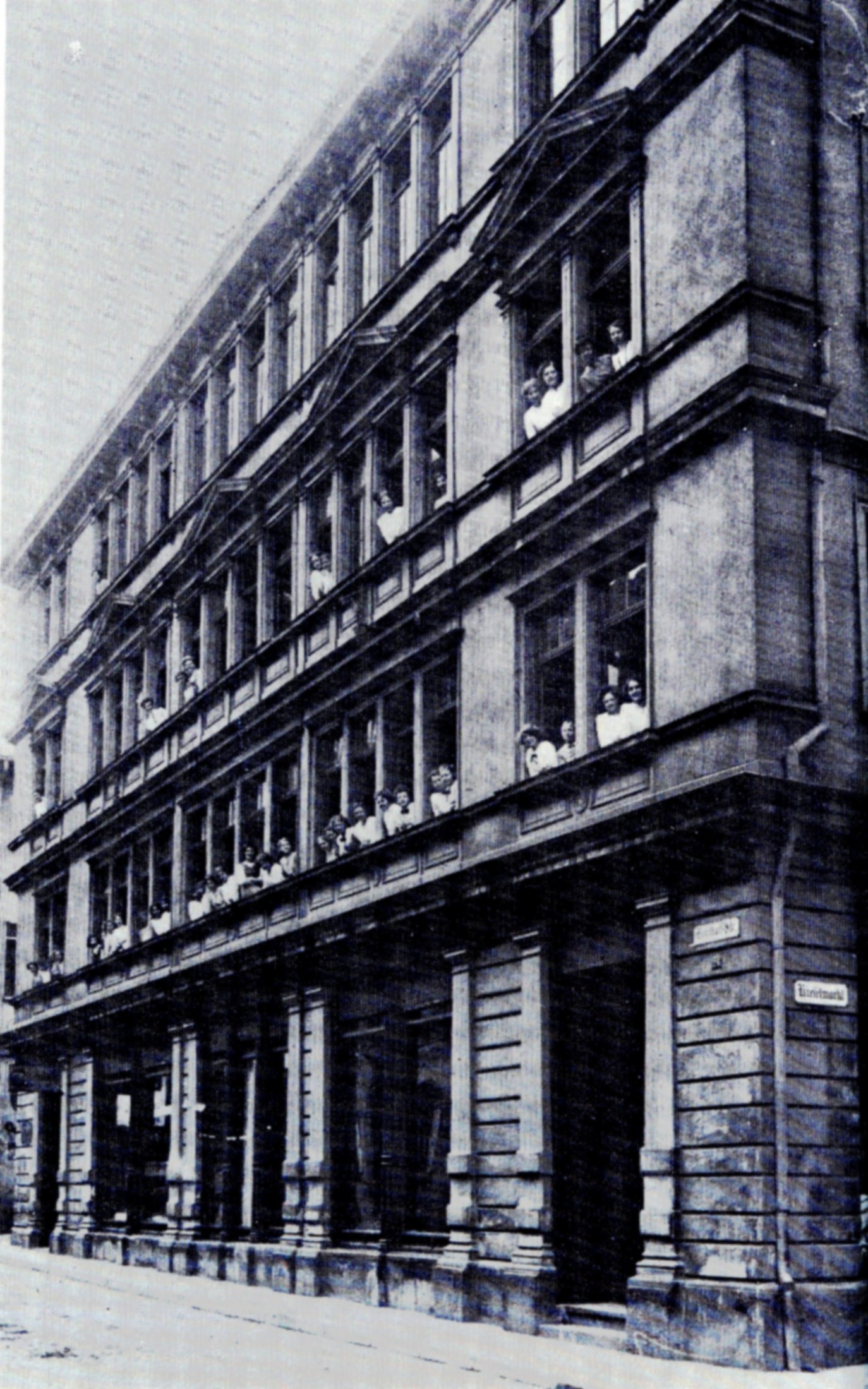
Die Frauenarbeitsschule in der Lohtorstraße 26

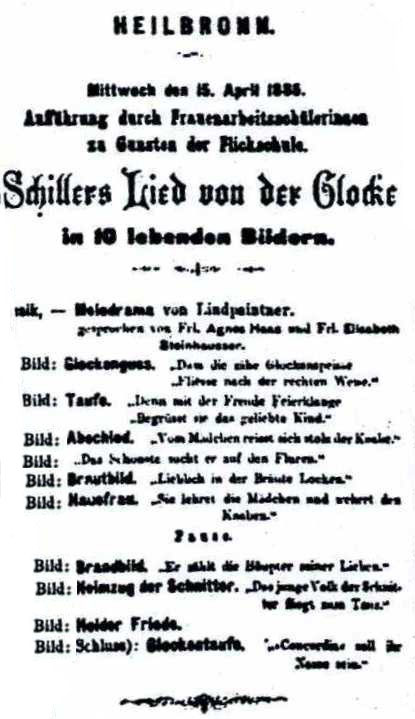
Programm: „Schillers Lied von der Glocke in 10 lebenden Bildern“.

Bereits am 5. Juli 1877 musste das ehemalige Fruchthaus an der Lohtorstraße 26 als Frauenarbeitsschule eingerichtet werden. Grund dafür war das stetige Ansteigen der Schülerinnenzahlen. Bei der Gründung der Schule zählte man im ersten Schuljahr 35 Schülerinnen und zwei Lehrerinnen. Am Ende des Schuljahres 1876 war die Zahl der Schülerinnen von 35 auf 100 angewachsen und es mussten drei weitere Lehrerinnen eingestellt werden. Im nächsten Quartal, im Jahre 1877, waren es bereits 120 Schülerinnen, was wiederum die Anstellung weiterer Lehrerinnen nötig machte. Erstmals wurden dabei Lehrerinnen beschäftigt, die ihre Ausbildung nicht an der Reutlinger, sondern an der Heilbronner Frauenarbeitsschule genossen hatten.
1877 wurden an der Schule mehrere neue Fächer angeboten, darunter auch die kaufmännische Buchhaltung. In der Schule wurde außerdem Wert auf den Zeichenunterricht gelegt, der den Mädchen und jungen Frauen eine Grundlage für die als „weiblich“ erachteten Handarbeiten vermitteln sollte, die sowohl im Haushalt als auch im Beruf dienlich sein konnten. Diese Handarbeiten waren insbesondere das Nähen und Sticken. Dementsprechend gab es in der Schule auch vier Fachkurse: Neben Kursen für das Sticken wurden auch Kurse für das Hand-, Maschinen- und Kleidernähen angeboten, wobei jeder dieser vier Kurse jeweils elf Wochen dauerte und über das ganze Jahr verteilt war.
Es erfolgten jährlich Schulausstellungen, wo Zeichnungen und Handarbeiten der Mädchen und jungen Frauen der Öffentlichkeit präsentiert wurden und von einem Preisgericht prämiert werden konnten. 1881 erhielt die Schule einen Preis in Höhe von 100 Mark für ausgestellte Zeichnungen bzw. Handarbeiten. Die Frauenarbeitsschule zu Heilbronn rangierte dabei an vierter Stelle nach Reutlingen, Stuttgart und Biberach. Das Preisgeld wurde an diejenigen Mädchen und jungen Frauen verteilt, von denen die ausgestellten Arbeiten stammten.
Die Heilbronner Frauenarbeitsschule führte am 15. April 1885 das Stück „Schillers Lied von der Glocke in 10 lebenden Bildern“ auf.
Die Zahl der Schülerinnen erhöhte sich um 180 bis 200 jährlich, so dass das Gebäude in den Jahren 1885 bis 1886 (nach anderer Quelle 1888) um einen Stock erhöht werden musste, was 30.000 Mark kostete.
Am 23. April 1897 erhielt die Schule eine goldene Medaille für die im vorhergehenden Jahr ausgestellten hervorragenden Leistungen im Bereich des Kunstgewerbes.
Die Anzahl der Schülerinnen belief sich schließlich im Jahre 1897 auf 3970 und im Jahre 1901 waren acht ständige Lehrerinnen und zwei Hilfslehrerinnen an der Schule beschäftigt. Weiterhin gab es noch einen Lehrer für Zeichnen und kaufmännische Buchführung.

Am 1. Oktober 1901 fanden aus Anlass des 25-jährigen Bestehens der Schule Festlichkeiten im Theatersaal der Frauenarbeitsschule statt, bei denen der damalige Oberbürgermeister Paul Hegelmaier eine Rede hielt:

„Unsere Frauenarbeitsschule feiert heute ihr 25. Wiegenfest, ein Anlass, der wohl geeignet ist, dass sich nicht nur die jetzigen, sondern auch die früheren Schülerinnen zusammenfinden, um diesen Tag freudig zu begehen. Insbesondere werden sich die früheren Schülerinnen gerne erinnern an die Zeit, in welcher sie etwas gelernt haben für das praktische Leben. Die älteren Damen unter Ihnen werden mit am besten zu beurteilen wissen, welch großen Wert die Schule für sie hat und dass dies der Fall ist, wovon zeugt der heutige zahlreiche Besuch und der Umstand, dass das heutige Jubelfest sich allgemeiner Teilnahme in der ganzen Stadt zu erfreuen hat.“

1924 betrug die Zahl der Schülerinnen für einen Tageskurs 368.
Zwischenzeitlich war die Ausbildung von Fachlehrerinnen an der Heilbronner Frauenarbeitsschule abgeschafft worden.
Am 6. Oktober 1926 wurden aus Anlass des 50-jährigen Bestehens der Schule Festlichkeiten in der Harmonie gegeben, wobei der damalige Oberbürgermeister Emil Beutinger anwesend war. Im Rahmen der Festlichkeiten wurde mitgeteilt, dass die Heilbronner Frauenarbeitsschule wieder Fachlehrerinnen ausbilden dürfe.

### Provisorium im Kaisers’ Kaffeegeschäft 1944–1950
Am 4. Dezember 1944 wurde das Gebäude in der Lohtorstraße 26 zerstört und der Schulbetrieb wegen fehlender Unterbringungsmöglichkeiten innerhalb der zerstörten Stadt zunächst nach Schwaigern evakuiert. Danach diente die Werkskantine von Kaisers’ Kaffeegeschäft als Schulraum für die Frauenarbeitsschule.

### Haushalts- und Frauenarbeitsschule in Böckingen 1950–1974

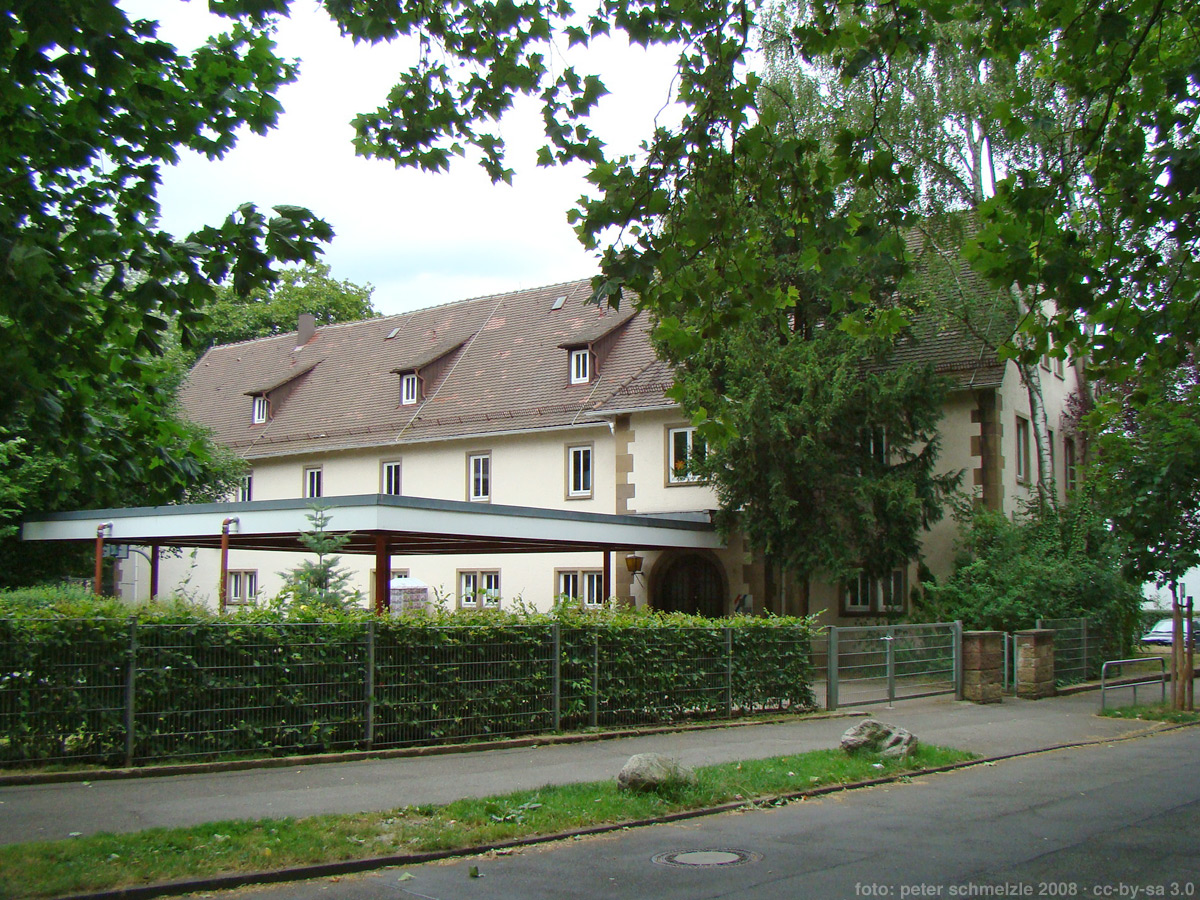
Die ehemalige Haushalts- und Frauenarbeitsschule in der Landwehrstraße 70 in Böckingen

1949 beschloss die Stadtverwaltung eine neue Frauenarbeitsschule zu errichten. Gleichzeitig beschloss man, auch eine Haushaltungsschule zu eröffnen. Damit wurde die Schule zu einer Vollanstalt und auch der Lehrplan um die Fächer der Hauswirtschaft erweitert.
Die Schule erhielt ein Gebäude in Böckingen an der Landwehrstraße 70, das einst in den 1930er Jahren als Jugendherberge errichtet worden war. Im Zweiten Weltkrieg wurde das Haus als Fabrik genutzt. In den Jahren 1949/1950 wurde das Haus als Frauenarbeitsschule eingerichtet und am 17. April 1950 für den Schulbetrieb freigegeben. Am 27. April 1950 um 11 Uhr wurde die Schule nachträglich mit einem Richtfest eingeweiht.
Walter Maisak erschuf dort, wie in der Mädchenmittelschule in Heilbronn, ein großes Wandfresko mit Frauengestalten, das den „hausfraulichen Fleiß“ zum Thema hatte. Das Wandgemälde von Maisak befand sich über dem Eingangsportal und zeigte vier Frauen: eine Frau hielt einen Kochtopf mit Topflappen in ihren Händen, eine andere nähte per Hand, eine weitere Frau arbeitete mit einer Nähmaschine und die letzte Frau stickte.
Die Frauenarbeits- und Haushaltsschule war eine weiterbildende Schule, an der Schülerinnen der Mädchenmittelschule, des Gymnasiums oder der Volksschule Zutritt hatten. 1950 besuchten 140 Tagesschülerinnen die Schule. Berufstätige Hausfrauen konnten an Nachmittagslehrgängen und Abendlehrgängen teilnehmen.
Der Lehrplan für die Frauenarbeitsschule umfasste das Nähen und das Zuschneiden, weiterhin das Flicken und das Schnittmusterzeichnen, Stoffkunde, Werkunterricht und Verzierungsarbeiten. Damit sollte jedes Mädchen und jede junge Frau der Schule befähigt werden, Wäsche zu richten und Kleider für den Eigenbedarf eigenständig zuzuschneiden und zu nähen. In Halbjahreslehrgängen konnten die Schülerinnen an den Kursen teilnehmen.
Der Lehrplan für die Haushaltungsschule umfasste Kochen, Backen und Einmachen mit Nahrungsmittellehre, Gesundheitslehre, Kranken- und Säuglingspflege, Deutsch und Erziehungslehre, Lebenskunde, hauswirtschaftliche Buchführung, Gartenbau, Turnen und Singen. Eine hauswirtschaftliche und hausmütterliche Ausbildung war das Ziel dieses Lehrplanes. Der Besuch der Haushaltungsschule ersparte den Besuch der hauswirtschaftlichen Berufsschule oder der ländlichen Berufsschule für Mädchen. Für den Beruf der Kindergärtnerinnen, große Krankenpflege, Kinderkrankenschwester, HHT-Lehrerin und Schwesternvorschule war der Besuch der einjährigen Haushaltungsschule zwingend.
Am 1. August 1974 hob der Heilbronner Kreistag in einer Sitzung in Eppingen, die einjährige Berufsfachschule, an der Unterricht im textilen Werken (Kleider- und Wäschenähen) erteilt wurde, auf.
Heute wird das Gebäude an der Landwehrstr. 70 von der Neckartalschule genutzt, einer Förderschule, an der Rektor Niederberger die Schulleitung hat und die aus der Wilhelm-Hofmann-Schule hervorging, für die 1963 ein Pavillongebäude im Hof der benachbarten Grünewaldschule errichtet worden war.

### Schulleiterinnen
| Jahr      | Schulleiterin              | Bemerkung |
| --------- | -------------------------- | --- |
| 1877–1900 | Frl. Eisenlohr             | Zum 25-jährigen Festjubiläum „brachte Frl. Eisenlohr ein hübsches Poem zum Vortrag, in welchem ihre Sehnsucht durchklang zu der ihr liebgewordenen Stätte weiblichen Fleißes und jugendlichen Strebens. Zum Schluss wünschte sie der Schule ein fröhliches Gedeihen noch viele Jahre und ließ die alten und jungen Schülerinnen hochleben“ Frl. Eisenlohr verstarb Anfang März 1931 und erhielt 1897 vom Stadtvorstand die goldene Medaille für hervorragende Leistungen im Bereich des Kunstgewerbes auf der Stuttgarter Ausstellung. |
| 1900–1908 | Frl. Andreä                | [ 2 ] |
| 1908–1930 | Frl. W. Wagner             | „dass die Schule unter Frl. Wagners Leitung voll und ganz auf der Höhe ist, eine Voraussetzung für den angesagten Ausbildungskurs (für Fachlehrerinnen)“ |
| 1931–1944 | Frl. H. Schmid             | |
| 1950–1959 | Frl. Klara Bisinger        | |
| 1959–1968 | Direktorin Lucie Schneider | Schneider wurde am 30. Juni 1959 zur Direktorin der Heilbronner Haushaltungs- und Frauenarbeitsschule ernannt. Davor war sie Lehrerin an den Frauenarbeitsschulen in Korntal, Münsingen, Aalen, Calw, Nagold, Ulm, Künzelsau und Öhringen. Sie erhielt im Juli 1964 eine Ehrenurkunde von Ministerpräsident Kiesinger. |